# 山口県政資料館

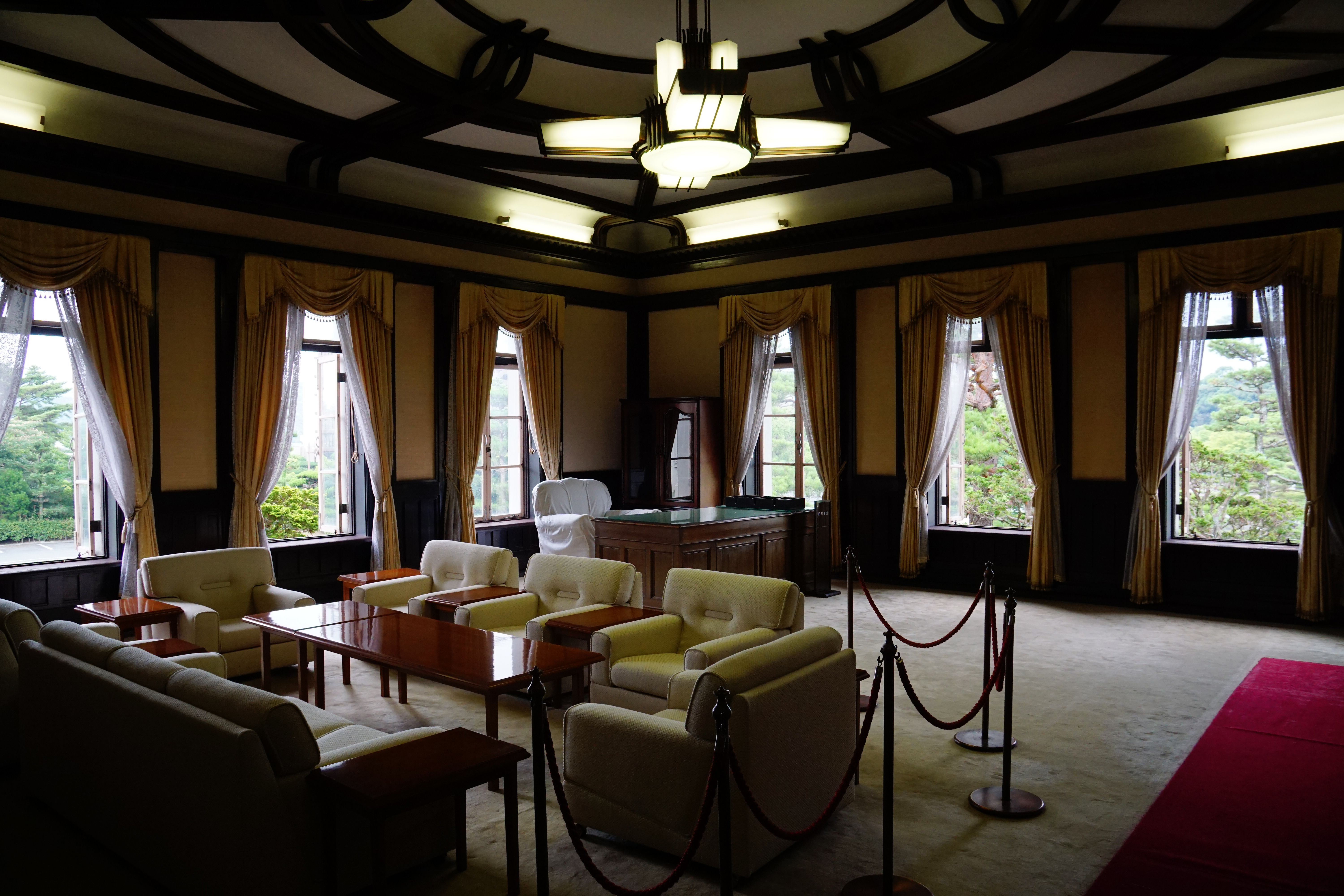
旧知事室

山口県政資料館（やまぐちけんせいしりょうかん）は、山口県山口市滝町にある史料展示室・多目的ホールである。
旧山口県庁舎（旧県庁舎）と旧山口県議会議事堂（旧県会議事堂）の2棟から成り、いずれも国の重要文化財に指定されている。

## 概要
2棟とも煉瓦造2階建ての建物で、1913年（大正2年）に着工、1916年（大正5年）に完成。設計は後に国会議事堂を手がけることになる妻木頼黄部長の指導のもとで、武田五一、大熊喜邦の二人が担当した。
正面玄関ポーチ、中央屋根の両翼に水平を強調した屋根など、西洋建築と和建築を融合させた大正建築の特徴をよく表しており、1984年（昭和59年）12月28日に国の重要文化財に指定された。
旧県庁舎は1984年に現在の山口県庁舎が当建物の西隣に完成以降は庁舎機能のほとんどを新館に移動（県庁としての機能も山口県観光協会事務局などごく一部であるが残されていた）、現在は当時の知事室等の展示や県の概要に関する展示が行われている。旧県会議事堂は史料展示の他、議場を多目的ホール「夢交流ホール」として貸し出しているほか、議員控室を「山口きらら倶楽部」の名前で県民交流スペースとして開放している。

## アクセス
- JR山口駅から徒歩で約20分
- 防長バス・JRバス「県庁前」バス停で下車すぐ

## 周辺
- 瑠璃光寺
- 山口県警察体育館（旧武徳殿）
- 山口大神宮
- 山口県立山口博物館
- 亀山公園
- 山口県立美術館
- 山口県立山口図書館・山口県文書館
- サビエル記念聖堂
- 山口市民会館
- 山口市役所